# Ambohidratrimo (distrito)
Ambohidratrimo é um distrito de Madagascar, pertencente à região de Analamanga. É composto por 24 comunas e, segundo o censo de 2011, tinha uma população de 378 099 habitantes. A sua capital é Ambohidratrimo.

## Comunas
- Ambato
- Ambatolampy
- Ambohidratrimo
- Ambohimanjaka
- Ambohipihaonana
- Ambohitrimanjaka
- Ampangabe
- Ampanotokana
- Anjanadoria
- Anosiala
- Antanetibe
- Antehiroka
- Antsahafilo
- Avaratsena
- Fiadanana
- Iarinarivo
- Ivato
- Ivato Firaisana
- Mahabo
- Mahereza
- Mahitsy
- Mananjara
- Manjakavaradrano
- Merimandroso
- Talatamaty